# Varbergs kallbadhus

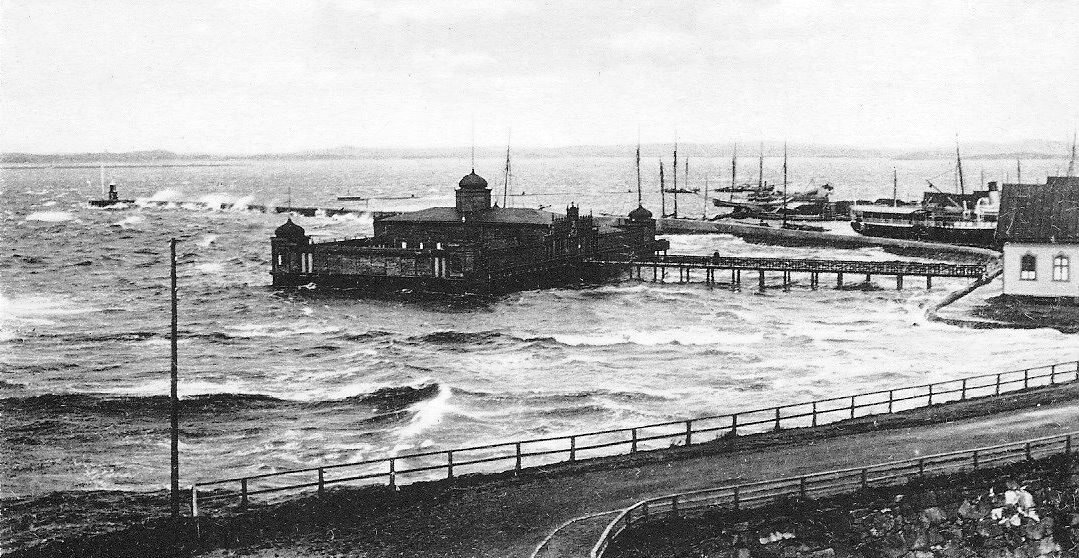
Varbergs kallbadhus, tidigt 1900-tal

Varbergs kallbadhus uppfördes år 1903 i orientalisk stil och står på pålar i havet (Kattegatt) vid Strandpromenaden i Varberg. Här kan man nakenbada i skilda herr- och damavdelningar, båda utrustade med bastu.
Sedan vågbrytare byggts från fästningens nordvästra hörn och Klöven, Getterön, är kallbadhuset beläget inom hamnområdet.
Det nuvarande kallbadhuset är det tredje som uppförts, sedan två tidigare – det äldsta av dem från 1866 – spolierats av de svåra västkuststormarna. Det nuvarande badhuset har stått sedan 1903. Efter att exteriören renoverats till sitt ursprungliga skick under 1990-talet, återinvigdes kallbadhuset 1996.
I anslutning till kallbadhuset och Strandpromenaden finns den lilla sandstrand som går under namnet "Barnens badstrand". 
Här börjar också Varbergs strandpromenad, som rundar fästningen och därvid passerar Fästningsterrassen, för att sedan fortsätta längs badstränderna till Apelviken. Varbergs Strandtåg kör sommartid denna sträcka fram och åter.